# Blade & Soul
Blade & Soul (кор. 블레이드 앤 소울) — багатокористувацька рольова онлайн-гра розроблена компанією NCSoft (Team Bloodlust).

## Ігровий процес
Blade & Soul дозволяє гравцеві досліджувати величезний світ, для створення якого розробники черпали натхнення з культурних образів таких країн як Уся та ін. Є основна сюжетна лінія й безліч побічних завдань, які нам доведеться виконувати щоб розвинути свого персонажа. Більшу частину завдань можна виконати наодинці, але групове проходження теж доволі вагоме. Проте, світом Blade & Soul можна й просто милуватись, адже розробникам вдалось створити по-справжньому захоплюючі пейзажі.

### Створення персонажа
У грі присутній потужний редактор персонажів, що дозволяє налаштовувати найдрібніші риси, такі як глибина зморшок чи манера мовлення. Можна розглянути своє творіння за різного освітлення та у різному середовищі. У світі гри присутні чотири людиноподібні раси: Гон, Джин, Кун та Лін. Саме з них доведеться обирати при створенні персонажа.

### Розвиток персонажа
Blade & Soul використовує класичну для рольових ігор систему розвитку: за знищення монстрів та виконання завдань персонажі отримують досвід та підвищують свій рівень. Це, а також біжутерія, зброя та скрижалі «Bo-pae» збільшують характеристики персонажа, що позначається на бойових здібностях. Персонажі можуть одягати різноманітні костюми, які виконують більше декоративну роль. Всі речі у грі можна отримати з монстрів, як нагороду у завданнях, або виготовити, відправивши замовлення у ремісничу гільдію.
Також реалізовані так звані «дерева навичок», різні для кожного класу. З їх допомогою гравець може модифікувати або й докорінно змінювати властивості тих чи інших навичок персонажа.

### Бойова система
Бойова система у грі реалізована від третього обличчя і є дуже динамічною, так як необхідно постійно рухатись й слідкувати за діями супротивника. Гравець може використовувати навички у такій послідовності, щоб вони утворювали «комбо». Сама гра до цього спонукає, адже «комбо» дозволяє отримати значно потужніший ефект, ніж уміння поокремо.

## Історія
До команди розробників Blade & Soul належить відомий корейський художник Hyung Tae Kim, який обіймає посаду артдиректора проекту, та Jae-Hyun Bae, виконавчий директор. Перша інформація про гру з'явилась у 2007 році, коли NCSoft заявила про розробку нової MMORPG під кодовою назвою Project M, основою якого стануть східні єдиноборства. Через два тижні був запущений сайт-тизер гри.
Під час E3 2007 Sony заявили про ексклюзивну домовленість з NCsoft щодо розробки ігор виключно на Playstation 3.
У лютому 2010 року одночасно з Guild Wars 2 було анонсовано розробку Blade & Soul на Playstation 3 та Xbox 360. Відтоді інформації про розробку ігор на консолях не було.
Перше корейське ЗБТ пройшло навесні 2011 року, реліз в Кореї — 30 червня 2012 року.